# シギヤ精機製作所
株式会社シギヤ精機製作所（シギヤせいきせいさくしょ）は、日本の工作機械メーカーである。本社を広島県福山市に置く。
研削盤を専門とし、円筒研削盤では日本国内でトップシェアを獲得している。

## 沿革
- 1911年（明治44年）11月 - 鴫谷仲次郎が福山市東桜町にオリエンタル織機工業を創設。織機の製造を行う。のちに改称し、シギヤ織機工業所になる。
- 1934年（昭和9年）3月 - 工場を福山市東桜町から西町に移転。
- 1935年（昭和10年）7月 - 鴫谷泰慈が事業を継承。
- 1952年（昭和27年）3月 - 工作機械の製造を計画、万能兼工具研削盤の開発に着手。
- 1958年（昭和33年）9月 - 鴫谷定昌が事業を継承。名称をシギヤ精機工業所に改称。工作機械製造に全面転換。円筒研削盤の開発に着手。
- 1960年（昭和35年）11月 - 法人組織に改組。資本金150万円で株式会社シギヤ精機製作所を設立、鴫谷定昌が社長に就任。
- 1961年（昭和36年）1月 - 業務拡大のため、福山市西町から西神島町（現・神島町）に本社工場を移転。
- 1963年（昭和38年）4月 - 東京営業所開設。
- 1967年（昭和42年）8月 - 大阪出張所開設（現・営業所）
- 1970年（昭和45年）7月 - 名古屋出張所開設（現・営業所）。
- 1974年（昭和49年）2月 - 眼鏡用加工機の販売体勢を確立。同部門を分離独立し、系列会社グランド精工㈱を設立。
- 1984年（昭和59年）10月 - 福山市箕島町に現本社工場が完成し、全面移転。
- 1985年（昭和60年）1月 - 群馬県太田出張所開設。
- 1986年（昭和61年）6月 - 浜松出張所開設。
- 1988年（昭和63年）12月 - 系列会社・シギヤ機工株式会社を設立。
- 1990年（平成2年）7月 - SHIGIYA (U.S.A) LTD.設立。
- 1992年（平成4年）5月 - 恒温工場完成。
- 1993年（平成5年）11月 - ガラス加工機械分野へ進出。
- 1999年（平成11年）3月 - 日本品質保証機構（JQA）からISO 9001の認証を取得。
- 2000年（平成12年）6月 - 鴫谷定昌が会長に、鴫谷憲和が社長に就任。
- 2004年（平成16年）6月 - 鴫谷定昌が相談役に就任。
- 2005年（平成17年）
  - 4月 - 組立第2工場・精密測定室完成。
  - 5月 - 上海事務所開設。
  - 10月 - 日本検査キューエイ（JICQA）からISO 14001の認証を取得。
- 2006年（平成18年）10月 - 技術棟、営業棟、管理棟増改築工事完成。
- 2007年（平成19年）1月 - 組立第3工場完成。
- 2008年（平成20年）8月 - 超精密門型平面研削盤を導入。恒温工場完成。
- 2010年（平成22年）10月 - SHIGIYA(THAILAND)LTD.、SHIGIYA(SHANGHAI)LTD.およびSF Precision CO.,LTD.設立。
- 2011年（平成23年）
  - 9月 - 創業100周年記念祝賀会開催。
  - 10月 - 創業100周年記念家族会開催。
- 2013年（平成25年）
  - 4月 - 100％出資子会社・グランド精工株式会社、並びにシギヤ機工株式会社と合併。
  - 5月 - 本社敷地内に新事務所棟完成。
  - 11月 - 本社敷地内に組立第4エリア完成。相談役の鴫谷定昌が、秋の黄綬褒章を受章。
- 2015年（平成27年）1月 - 韓国の現地法人SF Precision CO.,LTD.をSHIGIYA MACHINERY KOREA Co., Ltd.に改名。
- 2016年（平成28年）10月 - 台灣喜基雅精機股份有限公司を設立。
- 2018年（平成30年）12月 - 地域未来牽引企業に選定される。
- 2019年（令和元年）8月 - 「高速CNC偏心ピン研削盤GPEL-30B.25の開発」の業績題目で、公益社団法人砥粒加工学会から「砥粒加工学会技術賞」を受賞。
- 2022年（令和4年）
  - 3月 - 本社工場を拡張。生産能力を20％状況
  - 12月 - GS事業部（眼科眼鏡機器）を閉鎖。
- 2023年（令和5年）12月 - 韓国現地法人・SHIGIYA MACHINERY KOREA Co.,Ltdから撤退。
- 2024年（令和6年）11月 - 京セラEPA合同会社とのオンサイトPPAの締結により、1MW級の太陽光発電システムを本社工場に導入。

## 主力商品
- CNC円筒研削盤
- CNC万能円筒研削盤
- CNCクランクピン研削盤
- CNCマスタレスカム研削盤
- CNCセンタレス円筒研削盤
- ガラス加工機
- オーバーホール
- レトロフィット
- 眼科眼鏡機器（2022年12月閉鎖）

## 関連会社
- SHIGIYA(USA)LTD.
- SHIGIYA(THAILAND)LTD.
- 喜基雅精机商貿(上海)有限公司
- SHIGIYA MACHINERY KOREA Co.Ltd.（2023年12月撤退）
- 台灣喜基雅精機股份有限公司